# Museo Leone
Il Museo Leone, aperto a Vercelli nel 1910 presso la cinquecentesca Casa Alciati ed il barocco Palazzo Langosco, ospita una collezione eterogenea ed eclettica: armi preistoriche, corredi di tombe egizie, vasi etruschi, mosaici medievali, porcellane, argenti e dipinti di epoca moderna. Di grande impatto la sala romana, con la famosa stele celto-latina che nel 1991 ha aperto la mostra dei Celti a Venezia (Palazzo Grassi).

## Storia
Dedicato al notaio Camillo Leone (1830-1907), il museo nacque dal suo amore per la terra natale, dalla sua passione per l'arte e dalla volontà di raccogliere e conservare le memorie e le testimonianze della storia vercellese. Erede infatti di un considerevole patrimonio familiare, già a quarant'anni Camillo Leone poté dedicarsi ad accrescere con larghezza di mezzi e di tempo le ampie collezioni di reperti storici e oggetti antichi che andava riunendo in Palazzo Langosco, sua dimora, e che nel 1907 lasciò in eredità all'Istituto di Belle Arti di Vercelli, di cui era socio accademico ed amministratore. Fu il conte Federico Arborio Mella, allora direttore dell'Istituto, ad occuparsi del primo e un po' sbrigativo allestimento del Museo Leone, così da poter procedere alla sua inaugurazione in tempi rapidi (1910).
In seguito si affidò all'ingegner Paolo Verzone l'incarico di realizzare il recupero dell'antica casa dei nobili Alciati. Il restauro venne realizzato tra il 1930 e il 1934, riportando alla luce non solo la semplicità e l'eleganza classica della struttura architettonica, ma anche un vasto ciclo di affreschi della stessa epoca che decora gli interni di ben nove stanze. Nel 1939, invece, l'architetto Augusto Cavallari Murat progettò la cosiddetta "manica di raccordo", un terzo edificio di collegamento fra i due preesistenti, eretto per ospitare la mostra "Vercelli e la sua provincia dalla Romanità al Fascismo", una delle numerose iniziative predisposte per rendere omaggio alla visita di Mussolini a Vercelli. In quell'occasione fu costruito anche un loggiato d'angolo per unire il lato meridionale con quello occidentale in modo da consentire un percorso continuo di visita al museo, totalmente rinnovato come allestimento.